# Dmitri Litvinov
Pour les articles homonymes, voir Litvinov.
Dimitri Ivanovitch Litvinov (Дми́трий Ива́нович Литви́нов), né le 17 (29) décembre 1854 à Moscou et mort le 5 juillet 1929 à Léningrad, est un géobotaniste et botaniste russe. Ses travaux sont parfois connus sous l'orthographe allemande de son nom Dmitrij (Iwanowitsch) Litwinow.

## Carrière
Litvinov poursuit ses études secondaires au Premier lycée classique de Moscou, puis il entre à l'École impériale technique de Moscou qu'il termine en 1879, recevant le titre de constructeur-mécanicien. Il enseigne alors à l'École, mais il démissionne en 1889 pour se consacrer entièrement à sa passion, la botanique et devenir conservateur scientifique au musée botanique de l'Académie des sciences de Saint-Pétersbourg, où il demeure jusqu'à la fin de sa vie.
Litvinov voyage aussi beaucoup et participe à quantité d'expéditions dans l'Empire russe et en Mandchourie. Il découvre en 1882 avec Vassili Zinger le phénomène botanique du mont Galitch. Il est le premier à émettre l'hypothèse de l'origine des pins des montagnes calcaires de Russie européenne, comme étant des reliques d'âge antérieur.
Il termine la publication de L'Herbier de la flore russe, commencée par Sergueï Korjinski (1861-1900). Il a notamment étudié des espèces du genre Carex.

## Quelques publications
- (ru) Notes phytogéographiques sur la flore de la Russie européenne, in Bulletin de la Société impériale des naturalistes de Moscou, tome IV, pp. 322–434 (1890)
- (ru) Sur le caractère de relique de la flore des pentes calcaires en Russie européenne, in Труды Ботанического музея Академии наук [Travaux du musée botanique de l'Académie des sciences], Saint-Pétersbourg, tome I, pp. 76–109 (1902)
- (ru) Bibliographie de la flore de Sibérie, idem, Saint-Pétersbourg, tome V (1909)
- (ru) Traces de la période post-glaciaire steppique des environs de Pétrograd, in Travaux du musée botanique de l'Académie des sciences, Pétrograd, tome XII, pp. 246–269 (1914)

## Source
- (ru) Cet article est partiellement ou en totalité issu de l’article de Wikipédia en russe intitulé « Литвинов, Дмитрий Иванович » (voir la liste des auteurs).

Litv. est l’abréviation botanique standard de Dmitri Litvinov.
Consulter la liste des abréviations d'auteur en botanique ou la liste des plantes assignées à cet auteur par l'IPNI, la liste des champignons assignés par MycoBank, la liste des algues assignées par l'AlgaeBase et la liste des fossiles assignés à cet auteur par l'IFPNI.